# Homenaje A Los Grandes Grupos
Homenaje a los grandes grupos es el décimo noveno álbum de la banda de música regional mexicana Bronco, lanzado el 8 de febrero de 1996. antes de su desintegración en el año 1997, bajo el sello discográfico de Ariola Records, este álbum cuenta con versiones inéditas de varios éxitos de grandes grupos (de ahí su nombre) poniendo como ejemplo a Los Saylors con la canción "El golpe traidor". Es el único álbum en la historia de Bronco que no cuenta con canción alguna escrita por el líder de la agrupación José Guadalupe Esparza. El álbum cuenta 15 canciones la cuales han sido escritas por los mejores compositores.
| N.º | Título                                      | Escritor(es)                             | Duración |  |
| 1.  | «Déjenme llorar»                            | Homero Aguilar Cabrera                   | 2:37     |  |
| 2.  | «Hipocresía»                                | Giorgio Di Lorenzo                       | 3:58     |  |
| 3.  | «Puente de piedra»                          | Carmelo Larrea Carricarte                | 3:03     |  |
| 4.  | «Cenizas»                                   | Wello Rivas                              | 2:41     |  |
| 5.  | «Olvidarte, nunca»                          | R. Córdova                               | 2:39     |  |
| 6.  | «¿Por qué?»                                 | Armando Ávila                            | 2:49     |  |
| 7.  | «Un sueño»                                  | Dianne De León / Andrea Jeanette Montano | 2:53     |  |
| 8.  | «Siempre te amaré (I Will Always Love You)» | John Lennon / Paul James Mccartney       | 2:43     |  |
| 9.  | «Adiós, adiós amor»                         | Boudleaux Bryant / Felice Bryant         | 3:17     |  |
| 10. | «Lo que te queda»                           | Julio César Eugenio                      | 2:26     |  |
| 11. | «Cuatro lágrimas»                           | Roberto Vilchis Catalán                  | 3:08     |  |
| 12. | «Corazón de roca»                           | Gabriel Luna De La Fuente                | 2:38     |  |
| 13. | «Naila»                                     | Jesús Rasgado                            | 5:33     |  |
| 14. | «El golpe traidor»                          | Remberto López Garza                     | 3:08     |  |
| 15. | «Déjenme si estoy llorando»                 | Curet Alonso / Nelson Ned                | 3:30     |  |

## Personal
- José Guadalupe Esparza - Bajo eléctrico, voz principal
- Javier Villareal - Segunda voz, guitarra, coros
- Ramiro Delgado -  Teclados, acordeón, coros
- José Luis "Choche" Villareal - Batería, coros
- Aurelio Esparza - Percusiones